# Spaniens herrlandslag i futsal
Spaniens herrlandslag i futsal representerar Spanien i futsal för herrar. Laget styrs av Spaniens fotbollsförbund.
Laget är ett av de starkaste lagen i världen. När rankingen över de bästa lagen i världen uppdaterades den 13 februari 2012, hade Spanien legat på första plats i mer än tre år (sedan juli 2008). Laget har vunnit Världsmästerskapet två gånger (2000 och 2004), samt vunnit Europamästerskapet vid sex tillfällen.

## Spelartrupp
Följande spelare deltog i världsmästerskapet i futsal 2012, 1-18 november:
| Nr | Namn          | Födelsedatum (ålder) | Pos. | Klubb           |
| -- | ------------- | -------------------- | ---- | --------------- |
| 1  | Cristian      | 27 augusti 1982      | MV   | FC Barcelona    |
| 2  | Ortiz         | 3 oktober 1983       | F    | Inter Movistar  |
| 3  | Aicardo       | 4 december 1988      | F    | FC Barcelona    |
| 4  | Torras        | 24 september 1980    | A    | FC Barcelona    |
| 5  | Fernandão     | 16 augusti 1980      | MF   | FC Barcelona    |
| 6  | Álvaro        | 29 september 1977    | A    | Inter Movistar  |
| 7  | Miguelín      | 9 maj 1985           | A    | El Pozo         |
| 8  | Kike          | 4 maj 1978           | F    | El Pozo         |
| 9  | Sergio Lozano | 9 november 1988      | A    | FC Barcelona    |
| 10 | Borja         | 16 november 1984     | MF   | Marca Futsal    |
| 11 | Lin           | 16 maj 1986          | A    | FC Barcelona    |
| 12 | Juanjo        | 19 augusti 1985      | MV   | Inter Movistar  |
| 13 | Rafa          | 13 juni 1980         | MV   | El Pozo         |
| 14 | Alemao        | 25 juni 1976         | A    | MFK Dina Moskva |

## Meriter

### FIFA-världsmästerskap
| År   | Värdland         | Placering    |
| ---- | ---------------- | ------------ |
| 1989 | Nederländerna    | 7            |
| 1992 | Hongkong         | Bronsmedalj  |
| 1996 | Spanien          | Silvermedalj |
| 2000 | Guatemala        | Guldmedalj   |
| 2004 | Kinesiska Taipei | Guldmedalj   |
| 2008 | Brasilien        | Silvermedalj |
| 2012 | Thailand         | Silvermedalj |

### Europamästerskapet
| År   | Värdland | Placering    |
| ---- | -------- | ------------ |
| 1996 | Spanien  | Guldmedalj   |
| 1999 | Spanien  | Silvermedalj |
| 2001 | Ryssland | Guldmedalj   |
| 2003 | Italien  | Bronsmedalj  |
| 2005 | Tjeckien | Guldmedalj   |
| 2007 | Portugal | Guldmedalj   |
| 2010 | Ungern   | Guldmedalj   |
| 2012 | Kroatien | Guldmedalj   |